# Romain Descharmes
Romain Descharmes, né en 1980 à Nancy, est un pianiste français.

## Biographie[1]
Né en 1980, Romain Descharmes a débuté le piano au conservatoire national de région de Nancy, où il obtient une médaille d'or à l'âge de 14 ans dans la classe d'Hugues Leclère. Il poursuit ensuite ses études musicales au conservatoire national de région de Paris.
En 1997, il obtient son Baccalauréat Scientifique au Lycée Racine à Paris et est admis à l'unanimité au Conservatoire national supérieur de musique de Paris dans la classe de Jacques Rouvier.
Il poursuit sa formation en cycle de perfectionnement de piano ainsi que dans les classes de musique de chambre, accompagnement au piano et accompagnement vocal. Il obtient 4 premiers prix avec mention très bien, dans les classes de Jacques Rouvier, Bruno Rigutto, Christian Ivaldi, Jean Koerner et Anne Grappotte.
Avec le soutien de la Fondation Meyer, et dans le cadre du cycle de perfectionnement Conservatoire national supérieur de musique de Paris, il a pu enregistrer un CD consacré aux compositeurs du début du XXe siècle avec les conseils précieux de Pierre Boulez.
En 2004, il devient membre de l'Académie Charles-Cros.
En 2006, il remporte le Premier Grand Prix du concours international de Dublin. Il est alors invité à se produire sur des scènes prestigieuses telles que Carnegie Hall à New York, Wigmore Hall à Londres, Salle Pleyel à Paris, Forbidden City Hall à Pékin...
Depuis ses débuts remarqués avec l'Orchestre de Paris et Alain Altinoglu, Romain Descharmes s'inscrit dans la lignée des pianistes les plus talentueux et les plus complets de sa génération.
Il se produit régulièrement aux États-Unis, Angleterre, Irlande, Italie, Japon, Chine, Russie, France... ; avec les plus grandes formations telles que l'Orchestre de Paris (Paavo Järvi, Ingo Metzmacher), l'Orchestre national de Lyon (Leonard Slatkin), l'Orchestre du Capitole de Toulouse (Tugan Sokhiev, Alain Altinoglu), l'Orchestre national d'Île-de-France (Tadaaki Otaka), l'Orchestre de Bordeaux-Aquitaine (Fabien Gabel), l'Orchestre symphonique de Québec (Enrique Mazzola), l'Orchestre de l'Opéra de Nancy (Jean-Marie Zeitouni), l'Orchestre français des jeunes (Dennis Russell Davies), le Malmö Symphony Orchestra (Marc Soustrot)...
Il est invité à se produire dans les principaux différents festivals : La Roque-d'Anthéron, Piano aux Jacobins, Esprit du piano, Colmar, Chambord, Rencontres internationales F.Chopin, Serres d'Auteuil, Nancyphonies, Festival Agora, Essaouira, Chapelle musicale Reine Élisabeth, Artie's en Inde, Beyrouth, Cervantino au Mexique...
Il est membre du Trio Talweg aux côtés de Sébastien Surel et Eric-Maria Couturier, avec lequel il se produit dans les plus grands festivals européens. 
Pianiste très recherché en tant que chambriste, il s'illustre aux côtés d'artistes variés tels que Sarah Nemtanu, Deborah Nemtanu, Pierre Fouchenneret, Laurent Korcia, François Salque, Henri Demarquette, les quatuors Ébène, Diotima, Danel, Strada, David Guerrier, Florent Pujuila... 
Ses enregistrements piano seul (Brahms, Ravel, Scriabine, Fauré), avec orchestre (Saint-Saëns, Marie Jaëll) ou en musique de chambre sont tous salués par la critique. 
Musicien éclectique, il fait partie du groupe Quai N°5 avec lequel il a enregistré deux albums pour Universal et s'est produit sur les scènes parisiennes les plus mythiques (Bataclan, Café de la Danse, l'Européen). 
Il fait également partie du Mosalini-Teruggi cuarteto aux côtés de Juanjo Mosalini, Léonardo Teruggi et Sébastien Surel, avec qui il a enregistré deux albums consacrés à des créations et des arrangements originaux de tangos. 
Parallèlement à son intense activité de concertiste, il est professeur de piano au conservatoire à rayonnement régional de Paris, ainsi qu'au Pôle supérieur Paris Boulogne. Il donne régulièrement des master classes en France et au Japon. 

## Discographie
- Camille Saint-Saëns, Intégrale des 5 concertos et pièces pour piano et orchestre avec le Malmö Symphony Orchestra dirigé par Marc Soustrot (Naxos 2017)
- Gabriel Fauré, Nocturnes et Barcarolles / Alexandre Scriabine, Poèmes, Sonate no 9 (Artalinna)
- Marie Jaëll, Concerto no 1 avec l'Orchestre national de Lille, dirigé par Joseph Swensen. (Collection « Portraits » du Palazzetto Bru Zane, en 1re mondiale)
- Trio Talweg, Joaquín Turina, Maurice Ravel, Tomás Gubitsch (NoMad music)
- Ludwig van Beethoven, Intégrale des 10 Sonates pour piano et violon avec Pierre Fouchenneret (Aparté)
- CD Estampes avec Mayuko Yasuda, soprano. Œuvres de Debussy, Fauré, Chausson, Delibes, Kinoshita, Nakada... (Artiesrecords)
- Johannes Brahms, Sonata no 3 op. 5, Klavierstucke op. 118 (Claudio Records[2]) (2008)
- Maurice Ravel, Valses nobles et sentimentales, Gaspard de la Nuit, Sonatine, La Valse (Audite[3]) (2009)
- Johannes Brahms, trio op. 114 / Béla Bartók, Contrastes / Aram Khatchatourian, Trio. Avec Florent Pujuila (clarinette), Deborah Nemtanu (violon) et Yovan Markovitch (violoncelle) (Saphir Productions[4])
- Mosalini-Teruggi cuarteto, Tango Hoy
- Mosalini-Teruggi cuarteto, Chamuyo
- Quai No 5, (DECCA[5]) (2010)
- Quai No 5, Métamorphoses (DECCA)